# كمال عطية
العقيد كمال عطية قائد الفرقة 136 الصاعقة المصرية، وأحد ضباط القوات المصرية المشاركين في حرب أكتوبر 1973. قام بقيادة مجموعة الصاعقة المصرية 777 عند اقتحام رحلة مصر للطيران رقم 648 التي إختطفتها جماعة أبو نضال في مطار مالطا الدولي عام 1985.